# Справа «Гончарук проти Росії»
Справа «Гончарук проти Росії» — судовий процес, ініційований скаргою Олени Віталіївни Гончарук проти Російської Федерації, поданої нею до Європейського суду з прав людини (ЄСПЛ) 3 лютого 2000 року.

## Обставини
До 1990 року Олена Гончарук проживала в Казахстані. Через міжетнічні конфлікти змушена була переїхати до Грозного до квартири своїх батьків (район Катаяма). У 1993 році школа, в якій навчалася її дочка, зазнала нападу, тому Олена Віталіївна вивезла її з Чечні. Після початку другої чеченської війни через слабке здоров'я Гончарук змушена була залишитися у Грозному. Зиму 1999—2000 років вона провела, ховаючись від обстрілів по підвалах  .
19 січня 2000 року федеральні сили розпочали наступ у районі Катаяма. Коли Гончарук із п'ятьма іншими місцевими жителями побігла до підвалу, щоб сховатися від обстрілу, вона була поранена в ногу. Після закінчення обстрілу з'явилися військовослужбовці федеральних військ. Вони наказали всім вийти із підвалу. Також вони заявили, що їм наказано вбити всіх, оскільки ті, хто залишився в місті, — посібники бандитів  .
Військові не слухали пояснень та не перевіряли документи. За їх наказом люди спустилися до підвалу, після чого солдати закинули в нього гранати зі сльозогінним газом. Люди просили їх зупинитись. Нарешті солдати наказали їм виходити по одному. Поранена Гончарук не могла вийти сама — її підтримував чеченець. Інший чеченець і дві російські жінки, які вийшли першими, були вбиті кулеметною чергою. Після цього солдати вистрілили також ще в одну жінку, і в саму Гончарук, яку прикрив собою чеченець, що допомагав їй  .
Коли Гончарук прийшла до тями, вона побачила, що всі її знайомі загинули. Сама вона була поранена в груди, у неї текла кров із рота. З настанням ночі Олена Гончарук вийшла на сусідню вулицю, де їй надали першу допомогу. Пізніше вона з білим прапором підійшла до блокпосту, де військовослужбовці перевірили її документи та дозволили покинути місто. Гончарук виїхала до Інгушетії у супроводі жінки, яка приїжджала до Грозного, щоб знайти своїх родичів  .
До лютого 2000 року Гончарук перебувала у лікарні. Вона була контужена, отримала вогнепальні та осколкові поранення грудей та колінного суглоба  та струс мозку . Також вона лікувалася від невротичної астенії. Після закінчення лікування Гончарук до літа 2000 залишалася в Інгушетії  .
Сама Олена Гончарук, її друзі та знайомі отримували погрози. Тому вона боялася подавати скаргу владі. 26 квітня 2005 року, коли справа надійшла на адресу Європейського суду і була доведена до відома російської влади, останніми було розпочато розслідування, яке підтвердило правоту тверджень Гончарук  .

## Вирок суду
Згідно з рішенням суду, ухваленим 4 жовтня 2007 року, Російська Федерація порушила статті 2 та 13 Європейської конвенції з прав людини. Російська сторона протягом кількох років не докладала зусиль, щоб розслідувати злочин. Те слідство, що було проведено у 2004 році, не змогло встановити повної картини. Неефективність розслідування призвела до неможливості пошуку та покарання винних у скоєнні злочину .
Суд зобов'язав Росію виплатити заявниці компенсацію у розмірі 50 тисяч євро  .